# Гайрат (Ошская область)
Гайрат (кирг. Гайрат) — село в Кара-Сууском районе Ошской области Кыргызстана. Входит в состав Жоошского айылного аймака.

## География
Село расположено в северо-западной части области, на берегу арыка Майский, на расстоянии приблизительно 9 километров (по прямой) к югу от города Кара-Суу, административного центра района. Абсолютная высота — 880 метров над уровнем моря.

## Население
Согласно оценочным данным Национального статистического комитета Кыргызской Республики, численность населения села на начало 2023 года составляла 2905 человек.
| год     | 2009 | 2014 | 2015 | 2020 | 2021 | 2023 |
| ------- | ---- | ---- | ---- | ---- | ---- | ---- |
| человек | 2209 | 2476 | 2493 | 2753 | 2776 | 2905 |